# Henk Poppe
Pour les articles homonymes, voir Poppe.
Henk Poppe, né le 12 juillet 1952 à Nijverdal, est un coureur cycliste néerlandais. Professionnel en 1974 et 1975, il a remporté une étape du Tour de France 1974.

## Biographie
Son fils Jeroen a également été coureur cycliste. 

## Palmarès

### Palmarès amateur
- 1969
  -  Champion des Pays-Bas sur route juniors
- 1971
  - Tour du Limbourg
  - 2e du Tour d'Overijssel
- 1972
  -  Champion des Pays-Bas des militaires
  - 2e étape de la Milk Race (contre-la-montre par équipes)
  - Circuit de Flandre zélandaise
- 1973
  - 4eb étape du Ruban granitier breton
  - 3e du Tour de Hollande-Septentrionale

### Palmarès professionnel
- 1974
  - 2e étape du Tour de France

## Résultats sur les grands tours

### Tour de France
1 participation 
- 1974 : abandon (11e étape), vainqueur de la 2e étape

### Tour d'Italie
1 participation 
- 1975 : abandon (4e étape)

### Tour d'Espagne
1 participation 
- 1975 : abandon (4e étape)